# Movimento völkisch
O movimento völkisch foi a interpretação alemã do movimento populista, com um enfoque romântico do folclore do país, durante o período compreendido entre o final do século XIX e o período nazista. O termo völkisch, que significa "étnico", deriva do alemão Volk (cognato do inglês "folk"), correspondente a "povo". Segundo o historiador James Webb, a palavra também tem "conotações de 'nação', 'raça' e 'tribo'…".
A ideia de völkisch girava em torno de Volkstum, cujo significado mais preciso seria provavelmente "folclore" ou "etnia" (a não confundir com Volkssturm). "Populista" ou "popular", neste contexto seria volkstümlich.
O völkisch não foi um movimento unificado, mas "um caldeirão de crenças, medos e esperanças que encontrou expressão em vários movimentos, frequentemente num tom emocional". Petteri Pietikäinen observou no traçado völkisch influências de Carl Gustav Jung. O movimento völkisch era "provavelmente o maior grupo" do movimento revolucionário conservador na Alemanha. Entretanto, tal como 'revolucionário-conservador' e 'fascista', völkisch é um termo de significado cambiante ("schillernder Begriff").